# Pont d'Engordany
Le pont d'Engordany est un pont d'Andorre situé dans la paroisse d'Escaldes-Engordany enjambant la Valira d'Orient.

## Histoire
Le pont a été construit en 1785 à la place d'un pont antérieur reliant les villages d'Escaldes et d'Engordany,. Le pont antérieur a été détruit par une crue en 1772 mais des vestiges subsistent sur le rive droite.
Le pont est classé édifice protégé d'Andorre depuis le 16 juillet 2003,.

## Description
Le pont est en forme d'arc asymétrique puisqu'il existe une différence de hauteur entre ses deux extrémités.

## Toponymie
Selon Joan Coromines, le toponyme Engordany dérive d'un anthroponyme germanique probablement construit sur les racines ingil- et -dan ou -dank/ðank. Le « y » final proviendrait quant à lui d'un phénomène d'altération de -an en -any, puisqu'il n'est pas présent dans les sources écrites les plus anciennes.